# Корнелія Зірх
Корнелія Зірх (нім. Cornelia Sirch, 23 жовтня 1966) — німецька плавчиня.
Олімпійська чемпіонка 1988 року.
Чемпіонка Європи з водних видів спорту 1983, 1985, 1987 років.